# برايان جونز
برايان جونز (بالإنجليزية: Brian Jones )‏ (و. 1968 – م) هو سياسي، من الولايات المتحدة الأمريكية، ولد في أوستن، تكساس، هو عضوٌ في الحزب الجمهوري.

## مناصب
تولى منصب عضو الجمعية ولاية كاليفورنيا.

## التعليم
تعلم في جامعة سان دييغو الحكومية.